# Haliclona tremulus
Haliclona tremulus är en svampdjursart som först beskrevs av Topsent 1916.  Haliclona tremulus ingår i släktet Haliclona och familjen Chalinidae. Inga underarter finns listade i Catalogue of Life.